# Hello Nico
Hello Nico，臺灣獨立搖滾樂團，2013年成立，成員為詹宇庭、李詠恩、陳信伯、關惠中，2016年獲得第27屆金曲獎最佳新人獎提名。

## 簡介
主唱詹宇庭，1989年9月11日出生，於2009年第21屆金韶重唱組奪得冠軍，創作組第2及重對唱組冠軍，2010年政大金旋獎獲創作組第一名，最佳作曲獎。 創作歌曲〈左撇子〉入選2011年StreetVoice 冬季選集。
Hello Nico自2013 年貢寮國際海洋音樂祭初次登台後開始在各地Livehouse 演出，持續累積作品與演出經驗，同年入選國內指標性新晉樂團活動「2013 The Next Big Thing 大團誕生」，年底獲選為台灣「十大新團」，廣被譽為國內最矚目的超新星樂團。於2013 年末簽約獨立音樂廠牌「黑市音樂」，2014 年8 月推出首張五曲EP《浮游城市》，EP 焦點作〈花〉以超過12萬次點播率成為2014 年度StreetVoice 排行榜全年總冠軍作品；與知名詩人夏宇合作之單曲〈我們苦難的馬戲班〉於台灣數位音樂販售平台「iNDIEVOX」獲選為年度十大最佳銷量單曲。憑著《浮游城市》，Hello Nico 於新加坡「第八屆 Freshmusic Awards」獲得「年度最佳 EP」與「年度十大單曲（〈我們苦難的馬戲班〉）」兩大獎項。
2015 年 1 月 Hello Nico 於網路平台率先發布處女專輯《熟悉的荒涼》內的歌曲，多首單曲壟斷 StreetVoice 多個星期的排行榜冠軍位置。2月16日在數位販售平台iNDIEVOX 進行專輯獨家優先販售，並把專輯所有共11首歌曲上載到 StreetVoice 予樂迷優先完整試聽。
專輯《熟悉的荒涼》成為iNDIEVOX 多個星期銷售冠軍，專輯內多首歌於各大播排行榜裡高居不下，《熟悉的荒涼》整張專輯的歌曲播放率於StreetVoice 達到超越90萬次的驚人數字。於 2015 年度 StreetVoice 歌曲播放排行榜統計上，年度十大最高播放率單曲，Hello Nico 獨占四首席位。2016年1月樂團單曲〈花〉MV 於 Youtube 點播次數超過1180萬次。
2016年10月下旬赴廈門草莓音樂節與胡德夫、楊乃文等人同台，並開始於海外參與多場演出。
2024年9月10日凌晨0點整，迷你專輯《Plan B：如果回來，我們一起看海》正式上線串流平台
。

## 音樂作品列表
- 2024.09 EP《Plan B：如果回來，我們一起看海》
- 2018.06 單曲《親愛的自己》
- 2018.05 單曲《光塵》
- 2018.02 單曲《你是被抹去的那一段風景（tour remix)》
- 2016.07 EP《閉上眼睛》
- 2015.03 專輯《熟悉的荒涼》
- 2014.08 EP《浮游城市》

### MV
- 〈面向自己 (feat. SEMIFUSA) 〉
- 〈看不見？〉
- 〈接下來如何〉
- 〈花〉
- 〈哭泣的橄欖樹〉
- 〈荒蕪〉

## 樂團演出
- 2023/10/08 高雄 Takao Rock打狗祭
- 2021/04/11 台中中興大學 湖畔音樂季
- 2018/10/14 南投暨南大學 遊牧森林音樂祭

- 2018/06/23 高雄Live Warehouse 《慢慢，而遠》巡迴專場
- 2018/06/16 台中Legacy 《慢慢，而遠》巡迴專場
- 2018/06/15 台北Legacy 《慢慢，而遠》巡迴專場
- 2018/06/09 新加坡 呼叫好in::乐
- 2018/03/25 香港 《這個城市需要Hello Nico》專場演唱會
- 2018/02/10 馬來西亞 小呼叫音樂節
- 2017/11/01 台中 搖滾台中音樂祭
- 2017/10/07 台北 台灣樂團潮
- 2017/03/26 高雄 大港開唱
- 2017/03/16 美國SXSW 音樂節
- 2016/08/21 香港 Hidden Agenda《閉上眼睛》EP 發布演唱會
- 2016/08/20 香港 Hidden Agenda《閉上眼睛》EP 發布演唱會
- 2016/08/19 深圳 B10 現場《閉上眼睛》EP 發布演唱會深圳站
- 2016/08/12 台北 Legacy《閉上眼睛》EP 發布演唱會台北站
- 2016/08/06 台中 Legacy《閉上眼睛》EP 發布演唱會台中站
- 2016/07/30 高雄 LiveWarehouse《閉上眼睛》EP 發布演唱會高雄站
- 2016/06/15 台中 方舟 中興大學畢聯會
- 2016/06/04 台北 政治大學 政大音樂節
- 2016/05/29 廈門 Real Live 2016 中國巡演廈門站
- 2016/05/28 中山 Sun Livehouse 2016 中國巡演中山站
- 2016/05/27 廣州 樂府 2016 中國巡演廣州站
- 2016/05/24 台中 亞洲大學黃金雨音樂節
- 2016/05/07 高雄 南區熱門音樂祭
- 2016/05/06 台北 淡江大學金韶獎演出嘉賓
- 2016/04/08 台北 The Wall Pop! Pop! Fest vol.3
- 2016/03/20 台北 金旋音樂節
- 2016/03/12 台中 中興大學湖畔音樂祭
- 2016/02/12 新加坡 華藝節
- 2016/01/31 高雄 In Our Time 台灣北中南巡演高雄站
- 2016/01/30 台中 Forro 台灣北中南巡演台中站
- 2016/01/24 台北 台灣北中南巡演台北站（加場）
- 2016/01/23 台北 台灣北中南巡演台北站
- 2016/01/03 台北 Legacy 椰子樂團《瘋狂的醫院》EP 發表音樂會演出嘉賓
- 2016/01/01 台北 台北晨曦音樂會
- 2015/12/26 上海 On Stage《熟悉的荒涼》中國巡演上海站
- 2015/12/20 澳門 LMA《熟悉的荒涼》中國巡演澳門站
- 2015/12/19 珠海 文青Livehouse《熟悉的荒涼》中國巡演珠海站
- 2015/12/18 深圳 B10現場《熟悉的荒涼》中國巡演深圳站
- 2015/12/13 西安 光圈Club《熟悉的荒涼》中國巡演西安站
- 2015/12/11 北京 13Club《熟悉的荒涼》中國巡演北京站
- 2015/12/10 鄭州 7Livehouse《熟悉的荒涼》中國巡演鄭州站
- 2015/12/08 南京 斑馬酒吧 Zebra《熟悉的荒涼》中國巡演南京站
- 2015/12/06 武漢 Coastline Livehouse《熟悉的荒涼》中國巡演武漢站
- 2015/12/05 長沙 46Livehouse《熟悉的荒涼》中國巡演長沙站
- 2015/11/21 香港 Hidden Agenda《熟悉的荒涼》中國巡演香港站
- 2015/11/15 台北 寶藏岩國際藝術村綠園地「台北周末不斷電」
- 2015/10/17 台北 搖滾辦桌音樂節
- 2015/10/06 上海 世博公園「簡單生活節」
- 2015/09/12 高雄 駁二 Live Warehouse《熟悉的荒涼》專輯發表音樂會南部特別場
- 2015/08/30 台中 全聯妖怪音樂祭
- 2015/08/29 高雄 鳳山聚落身影主題市集II「夏日音樂同好會」
- 2015/07/18 嘉義 Wake Up 音樂祭
- 2015/07/12 台北 Legacy《熟悉d的荒涼》專輯發表音樂會最終場
- 2015/07/04 台中 Legacy The Next Big Thing 大團誕生台中場
- 2015/06/06 台北 台北大學 台大音樂節
- 2015/05/31 台南 成功大學 飆夢音樂節
- 2015/05/17 廣州 SD Livehouse《熟悉的荒涼》專輯發表音樂會廣州站
- 2015/05/16 香港 九龍灣國際展貿中心 Music Zone @ E-Max《熟悉的荒涼》專輯發表音樂會香港站
- 2015/05/02 台北 The Wall 公館［Changee 串串耳］音樂會
- 2015/04/25 桃園 ThERE《熟悉的荒涼》專輯發表音樂會桃園站
- 2015/04/18 宜蘭 賣捌所《熟悉的荒涼》專輯發表音樂會宜蘭站
- 2015/03/22 高雄 In Our Time《熟悉的荒涼》專輯發表音樂會高雄站
- 2015/03/21 台南 Room 335《熟悉的荒涼》專輯發表音樂會台南站
- 2015/03/20 台東 鐵花村《熟悉的荒涼》專輯發表音樂會台東站
- 2015/03/07 台中 Legacy《熟悉的荒涼》專輯發表音樂會台中站
- 2015/03/01 台北 Legacy《熟悉的荒涼》專輯發表音樂會台北站
- 2014/11/08 台北 寶藏岩國際藝術村 救命音樂節
- 2014/11/02 台北 華山藝文特區 樂團潮2014
- 2014/10/26 台北 海邊的卡夫卡《浮游城市》EP 發表音樂會不插電演出
- 2014/10/17 台中 迴響《浮游城市》EP 發表音樂會台中站
- 2014/09/26 台北 信義誠品 《浮游城市》EP 發表音樂會不插電演出
- 2014/09/13 台北 淡水文化園區 巨獸搖滾音樂祭
- 2014/09/07 台北 Legacy Mini《浮游城市》EP 發表音樂會不插電演出
- 2014/09/06 台南 Room 335《浮游城市》EP 發表音樂會台南站
- 2014/09/05 高雄 In Our Time《浮游城市》EP 發表音樂會高雄站
- 2014/08/31 台北 花博公園 StreetVoice Park Park Carnival 音樂節
- 2014/08/29 台北 松菸誠品《浮游城市》EP 發表音樂會不插電演出
- 2014/08/24 台北 Simple Market《浮游城市》EP 發表音樂會不插電演出
- 2014/08/23 高雄 音樂花房
- 2014/08/16 台北 阪急花坊
- 2014/08/01 台北 The Wall《浮游城市》EP 發表音樂會台北站
- 2014/07/27 嘉義 嘉義文化創意園區 Wake Up 音樂祭
- 2014/06/21 台北 板橋飛
- 2014/06/07 台北 Pipe UNiXX 專輯發表音樂會台北站演出嘉賓
- 2014/06/02 台北 政治大學 我的未來就是夢音樂節
- 2014/05/31 香港 Hidden Agenda 迴聲樂團「時髦巡迴演唱會香港站」演出嘉賓

## 獎項
- 2016 第 27 屆金曲獎「最佳新人」（提名）
- 2016 專輯《熟悉的荒涼》－第九屆 Freshmusic Awards「最佳新團體」
- 2015 第 6 屆阿比鹿音樂獎「最佳新人」（提名）
- 2015 專輯《熟悉的荒涼》－iNDIEVOX「年度十大最佳獨立專輯」、「年度十大最佳暢銷單曲〈規格化的城市、商品、人〉」
- 2014 EP《浮游城市》－第八屆 Freshmusic Awards「年度最佳 EP」、「年度十大單曲〈我們苦難的馬戲班〉」

## 外部連結
- Hello Nico FB粉絲專頁（页面存档备份，存于）
- Hello Nico StreetVoice頁面（页面存档备份，存于）
- Hello Nico instagram（页面存档备份，存于）
- 網易雲音樂專訪：我們是灰色中的一點金屬閃光- Hello Nico（页面存档备份，存于）
- 欣音樂專訪：最有潛力的台灣獨立樂團 - Hello Nico（页面存档备份，存于）
- Hello Nico 豆瓣音乐專頁（页面存档备份，存于）